# キノピオ・カフェ
- ユニバーサル・パークス&リゾーツ > ユニバーサル・スタジオ・ジャパン > ユニバーサル・スタジオ・ジャパンのレストランの一覧 > キノピオ・カフェ
- スーパー・ニンテンドー・ワールド > キノピオ・カフェ
- キノピオ > キノピオ・カフェ

| キノピオ・カフェ     | キノピオ・カフェ                       |
| -------------------- | -------------------------------------- |
| オープン日           | 2021年3月18日                          |
| メニュー類           | 洋食（サンドイッチ・ハンバーガーなど） |
| タイプ               | クイックサービス                       |
| 低アレルゲンメニュー | ○                                      |
| キッズメニュー       | ○                                      |
| クレジットカード     | ○                                      |

キノピオ・カフェ（英: Kinopio's Cafe）は、ユニバーサル・スタジオ・ジャパンのスーパー・ニンテンドー・ワールドにある、サンドイッチやハンバーガーをはじめとする洋食を提供する「キノピオ」をテーマにしたレストランである。

## 概要
スーパー・ニンテンドー・ワールド内唯一のレストランで、ゲームの世界観を再現したフードやドリンクが楽しめる。パーク最大の座席数をもつ。
レストランに入ると、正面モニターからシェフキノピオが出迎え、おすすめのメニューをゲストに紹介する。そのまま進むと、ゲーム内に登場するパワーアップアイテムがディスプレイされているレジカウンターがあらわれる。
レストラン内の窓には、ほのぼのとしたキノコ王国の映像やキノピオが調理する様子を見ることができ、時間によってはクッパが襲来するなど、それぞれの窓ごとにストーリーが構成されている。

## 登場人物
シェフキノピオ
本レストランのオリジナルキャラクターで、料理長を務める。白地に赤い水玉のキノピオとは逆の配色の、赤い頭に白い水玉模様の頭部をもつ。

## メニュー
メニューは「キノコ嫌いの子どももキノコが好きになるようなメニュー」をコンセプトに、ハンバーガーなどのメインメニューに、サラダやスープなどのサイドメニュー、デザートにキッズメニューと豊富に用意されている。それぞれマリオとルイージの帽子がバンズにあしらわれた「マリオ・バーガーベーコン＆チーズ」「ルイージ・バーガー～グリーンカレー・チキン～」、ハテナブロックからアイテムが飛び出てやってくる「ハテナブロック・ティラミス」、大きな口を開けたパックンフラワーをモチーフにした「パックンフラワー・カプレーゼ」など遊び心満載のフードがそろう。